# Isn't It Now?
Isn't It Now? è il dodicesimo album in studio della band neo-psichedelica americana Animal Collective. È stato rilasciato il 29 settembre 2023 con l'etichetta Domino. Con una durata di poco più di 64 minuti, è il loro album in studio più lungo fino ad oggi.

## Background e registrazione
Sebbene l'album sia stato coprodotto e mixato da Russell Elevado nell'inverno del 2021, è stato scritto e sviluppato nell'estate del 2019 in una capanna a Leiper's Fork, nel Tennessee, insieme al materiale per il loro album Time Skiffs del 2022. Il gruppo ha scelto il materiale per Time Skiffs da quell'insieme di canzoni basandosi su ciò che sarebbe stato più facile registrare a distanza durante la pandemia COVID-19, mentre Isn't It Now? conterrebbe materiale che si basa maggiormente su una dinamica dal vivo e sull'improvvisazione. L'album è stato registrato nel corso di 12 giorni alla fine del 2021 al Bunker di Brooklyn e masterizzato da Heba Kadry.
Gran parte del materiale dell'album, come King's Walk, è stato eseguito dal vivo dal 2019, insieme alle canzoni che sarebbero apparse su Time Skiffs. Tutti i brani, ad eccezione di All the Clubs Are Broken, sono stati eseguiti regolarmente durante il tour del gruppo del 2022.
Le uscite di Time Skiffs e Isn't It Now? segnano la prima volta da Sung Tongs del 2004 e Feels del 2005 che il gruppo ha pubblicato album un anno dopo l'altro. È anche la prima volta da Feels e da Strawberry Jam del 2007, e la seconda in assoluto, che il gruppo pubblica due album consecutivi come quartetto.

## Tracce
1. Soul Capturer – 6:08
2. Genie's Open – 7:53
3. Broke Zodiac – 2:45
4. Magicians from Baltimore – 9:27
5. Defeat – 21:58
6. Gem & I – 3:39
7. Stride Rite – 4:53
8. All the Clubs Are Broken – 2:16
9. King's Walk – 5:10

### Digital edition bonus track
1. Soul Capturer (single version) – 5:44